# Jezioro Suskie (województwo zachodniopomorskie)
Jezioro Suskie – jezioro na Pojezierzu Drawskim, położone w województwie zachodniopomorskim, w powiecie świdwińskim, w gminie Połczyn-Zdrój.
Powierzchnia jeziora wynosi według różnych źródeł od 4,2 ha do 4,81 ha. Ok. 0,7 km na wschód od jeziora znajduje się wieś Sucha.
Lustro wody jeziora znajduje się na wysokości 153,1 m n.p.m. W typologii rybackiej jest to jezioro karasiowe.
Nazwę Jezioro Suskie wprowadzono urzędowo w 1950 roku, zastępując poprzednią niemiecką nazwę jeziora – Zuchener See.